# An American Dictionary of the English Language
An American Dictionary of the English Language fue un diccionario publicado en 1828 por el lexicógrafo estadounidense Noah Webster, quien, tras haber conseguido mucho éxito con publicaciones anteriores, entre ellas A Compendious Dictionary of the English Language (1806), donde ya había incluido la nueva ortografía que ampliaría en su siguiente obra, comenzó a recopilar el American Dictionary en 1807, y lo terminó en 1824-1825. Se publicó en dos volúmenes y contenía 12 000 palabras, con unas entre 30 000 y 40 000 definiciones nuevas. Webster basó la obra en la palabra hablada, y amplió aún más su nueva ortografía del inglés estadounidense, y lo distanció del inglés británico. Asimismo, introdujo términos técnicos de las artes y las ciencias. En 1840, se publicó una segunda edición, y tras la muerte de su autor, la editorial G. & C. Merriam Co. adquirió los derechos del diccionario, y publicó ediciones en 1847 y 1864.